# پارک ملی ایگوآزو
پارک ملی ایگوآزو (به اسپانیایی: Parque Nacional Iguazú) نام یک پارک ملی در کشور آرژانتین است. این پارک ملی بخاطر آبشارهای فراوان و گونه‌های مختلف پرندگان ساکن درآن، دارای شهرت جهانی است.
تودهٔ بزرگی از گردآب که از سقوط آب‌های آبشار تولید می‌شوند، موجب غنای گونه‌های گیاهی پارک ملی ایگوآزو شده‌است.